# Joost de Smeth
Joost de Smeth (Keulen, 10 oktober 1626 - Amsterdam, 17 september 1704) was een koopman in Amsterdam tijdens de Gouden Eeuw.
De Smeth, die geboren werd in Keulen als zoon van Joost de Smeth sr. en Margaretha Engels, kwam als kind met zijn ouders naar de toenmalige wereldstad Amsterdam. Hij zette de koopmansactiviteiten van zijn vader voort en ontpopte zich daarnaast als groothandelaar in zijde en bankier. Hij is de stamvader van de familie De Smeth. Zijn kleinzoon, de bankier Theodorus de Smeth werd in 1772 in de adelstand verheven door Catharina de Grote.
Joost de Smeth, zo is berekend, stond op plaats 111 van de rijkste Nederlanders tijdens de Gouden Eeuw. Hij huwde achtereenvolgens met Maria Fassin (1633-1666), Anna d'Orville (1621-1680) en Anthonia van Amersfoort (1638-1711). Zijn zoon Pieter (1665-1724) zette zijn activiteiten voort.